# Rue Krymski Val
La rue Krymski Val (en russe : Улица Крымский Вал), qui se traduit en français par « rue du mur de Crimée », est une voie de Moscou.

## Situation et accès
Cette rue de l'arrondissement Iakimanka du centre de Moscou, est située près du Parc Gorki. La rue débouche sur le pont de Crimée (Krymski most) et le parc des Sculptures, et la nouvelle Nouvelle Galerie Tretiakov.
Les stations du Métro de Moscou à proximité sont Park koultoury et Oktiabrskaïa.

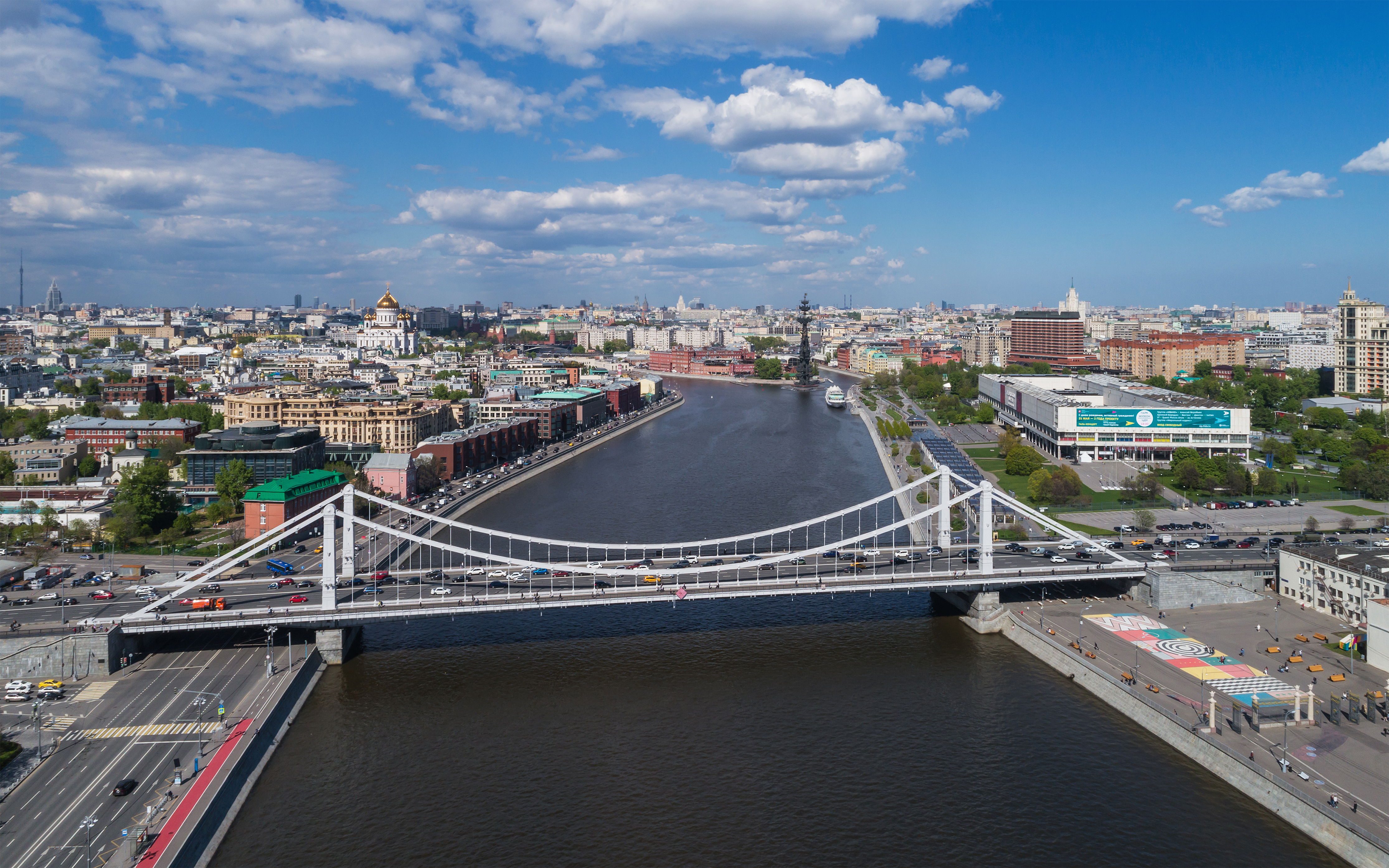
Le pont de Crimée et, arrivant de droite, la rue du pont de Crimée. À droite, la Nouvelle Galerie Tretiakov.